# Kim Raver
Kimberly Jayne "Kim" Raver (sinh ngày 15 tháng 3 năm 1969), là một nữ diễn viên người Mỹ. Cô được biết đến với những vai diễn truyền hình như Kim Zambrano trong Third Watch, Audrey Raines trong 24 và Teddy Altman trong Grey's Anatomy.

## Cuộc sống
Raver được sinh ra và lớn lên ở thành phố New York cùng mẹ, bà Tina Raver, và cha dượng, ông Chris Meltesen. Cô có một người em gái tên Cybele Raver cùng với ba anh chị em cùng mẹ khác cha là Nadja Raver, Grace Raver, Aimée Raver, Jacob Raver, và William Raver. Cô học trường Northfield Mount Hermon, một trường nội trú ở Northfield, Massachusetts. Sau đó, cô chuyển đến trường Đại học Boston, tại đây, cô nhận được bằng Cử nhân Mỹ thuật. Raver tiếp tục học ngành sân khấu nghệ thuật ở New York với giáo viên và cố vấn Wynn Handman. Cô thông thạo tiếng Pháp và Đức, ngôn ngữ cô học được từ nhỏ từ người mẹ gốc Đức của mình.

## Đời tư
Cô kết hôn với đạo diễn kim biên kịch Manuel Boyer từ năm 2000. Họ có với nhau hai người con trai.

## Sự nghiệp

### Điện ảnh
| Năm  | Tên                            | Vai diễn                             | Ghi chú    |
| ---- | ------------------------------ | ------------------------------------ | ---------- |
| 2002 | Martin & Orloff                | Kashia                               |            |
| 2004 | Mind the Gap                   | Vicki Walters                        |            |
| 2005 | Keep Your Distance             | Susan Dailey                         |            |
| 2005 | Haunting Sarah                 | Erica Rose Lewis / Heather Rose Lord |            |
| 2006 | Night at the Museum            | Erica Daley                          |            |
| 2007 | Prisoner                       | Renee                                |            |
| 2018 | Marvel Rising: Secret Warriors | Captain Marvel                       | Lồng tiếng |
| 2023 | The Braid                      | Sarah                                |            |

### Truyền hình
| Năm       | Tên                                  | Vai diễn                    | Ghi chú                                                                  |
| --------- | ------------------------------------ | --------------------------- | ------------------------------------------------------------------------ |
| 1975–1978 | Sesame Street                        | Kim                         | Loạt phim truyền hình                                                    |
| 1994      | Menendez: A Killing in Beverly Hills | Linda                       | Phim truyền hình lẻ                                                      |
| 1995      | C.P.W.                               | Deanne Landers              | Tập: "Stephanie and the Wolves", "Chess Moves", "The Best, False Friend" |
| 1996      | Law & Order                          | Wendy Karmel                | Tập: "Homesick"                                                          |
| 1997      | Soul Mates                           | Tiến sĩ Joanna Kincade      | Phim truyền hình lẻ                                                      |
| 1997      | The Practice                         | Victoria Keenan             | Tập: "Reasonable Doubts"                                                 |
| 1997      | Spin City                            | Jeannie                     | Tập: "My Life is a Soap Opera"                                           |
| 1998      | Trinity                              | Clarissa McCallister        | Tập: "Pilot", "In a Yellow Wood", "No Secrets"                           |
| 1999–2005 | Third Watch                          | Kim Zambrano                | Vai chính (111 tập)                                                      |
| 2002      | ER                                   | Nhân viên y tế Kim Zambrano | Tập: "Brothers and Sisters"                                              |
| 2004–2007 | 24                                   | Audrey Raines               | Vai chính (53 tập)                                                       |
| 2005      | Haunting Sarah                       | Erica Rose / Heather Rose   | Phim truyền hình lẻ                                                      |
| 2006–2007 | The Nine                             | Kathryn Hale                | Vai chính (13 tập)                                                       |
| 2008–2009 | Lipstick Jungle                      | Nico Reilly                 | Vai chính (20 tập)                                                       |
| 2009      | Inside the Box                       | Samantha Hathaway           | Phim truyền hình chiếu thử                                               |
| 2009–2012 | Grey's Anatomy                       | Bác sĩ Teddy Altman         | Vai chính (mùa 6–8): 61 tập                                              |
| 2010      | Bond of Silence                      | Katy McIntosh               | Phim truyền hình lẻ                                                      |
| 2012      | The Secret Lives of Wives            | Michelle                    | Phim truyền hình lẻ                                                      |
| 2012–2014 | Revolution                           | Julia Neville               | Vai định kỳ (9 tập)                                                      |
| 2013      | NCIS: Los Angeles                    | Đặc vụ Paris Summerskill    | Tập: "Red: Part 1 & 2"                                                   |
| 2014      | 24: Live Another Day                 | Audrey Boudreau             | Vai chính (12 tập)                                                       |
| 2015      | Bones                                | Đặc vụ Grace Miller         | Vai khách mời (2 tập)                                                    |
| 2015      | The Advocate                         | Frankie Reese               | Phim truyền hình chiếu thử                                               |
| 2015      | Full Circle                          | Madeline Faulkner           | Vai chính (mùa 3; 10 tập)                                                |
| 2016      | Zoobiquity                           | Bác sĩ Julia Fisher         | Phim truyền hình lẻ                                                      |
| 2017      | APB                                  | Lauren Fitch                | Vai định kỳ (3 tập)                                                      |
| 2017      | Ray Donovan                          | Bác sĩ Bergstein            | Vai định kỳ (4 tập)                                                      |
| 2018      | Designated Survivor                  | Tiến sĩ Andrea Frost        | Vai định kỳ (mùa 2) 6 tập                                                |
| 2019      | Marvel Rising: Heart of Iron         | Captain Marvel              | Lồng tiếng                                                               |
| 2020–2023 | Station 19                           | Bác sĩ Teddy Altman         | Vai khách mời (mùa 3, 5-6) 4 tập                                         |